# Polyrhachis aberrans

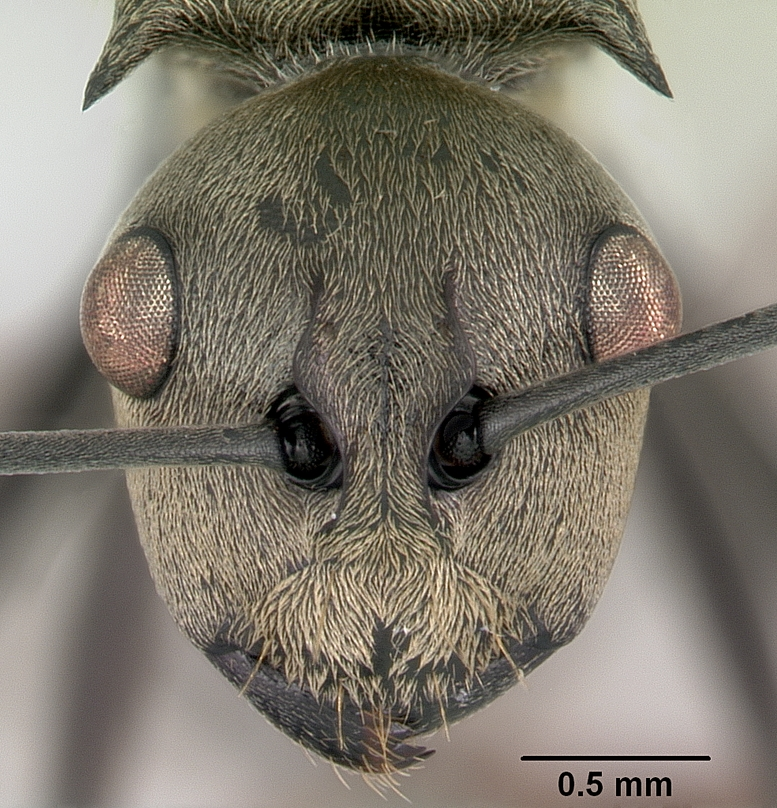
Cabeça da Polyrhachis aberrans.

Polyrhachis aberrans é uma espécie de formiga do gênero Polyrhachis, pertencente à subfamília Formicinae. É originária da Indonésia.